# Сарбиці
Сарбиці (пол. Sarbice) — село в Польщі, у гміні Пшикона Турецького повіту Великопольського воєводства.
Населення — 113 осіб (2011).
У 1975-1998 роках село належало до Конінського воєводства.

## Демографія
Демографічна структура станом на 31 березня 2011 року:
|          | Загалом | Допрацездатний вік | Працездатний вік | Постпрацездатний вік |
| -------- | ------- | ------------------ | ---------------- | -------------------- |
| Чоловіки | 67      | 12                 | 46               | 9                    |
| Жінки    | 46      | 5                  | 32               | 9                    |
| Разом    | 113     | 17                 | 78               | 18                   |